# Tunga (Island)
Tunga är ett berg på Island. Det ligger i regionen Västlandet, 80 km nordost om huvudstaden Reykjavík. Toppen på Tunga är 315 meter över havet.
Trakten runt Tunga är nära nog obefolkad, med mindre än två invånare per kvadratkilometer. Det finns inga samhällen i närheten. Trakten runt Tunga består i huvudsak av gräsmarker.